# Der Sturz der Leiber
Der Sturz der Leiber (frz. La Chute des corps) ist der zweite Band der Romantrilogie Die großen Familien des französischen Schriftstellers Maurice Druon, der 1950 in Paris bei Julliard erschien.
Band 1 – Die großen Familien (Les Grandes Familles) und Band 3 – Rendezvous in der Hölle (Rendez-vous aux Enfers) kamen 1948 und 1951 heraus. Die deutsche Ausgabe der gesamten Trilogie in der Übertragung von Lotte Frauendienst erschien 1961 bei Henry Goverts in Stuttgart.

## Inhalt
Paris und Schloss Mauglaives 1928 bis Oktober 1932.

### Die Jagd des Blinden
Nach dem Tod ihres Gatten François Schoudler hält sich dessen Witwe Jacqueline Schoudler zumeist mit ihrer Mutter Juliette de La Monnerie auf dem Schloss Mauglaives ihres erblindeten 84-jährigen Onkels Marquis Urbain de La Monnerie auf. Zwar wollte Jacquelines Schwiegervater, der Baron Noël Schoudler – Besitzer des Bankhauses Schoudler und der Zeitung Echo du Matin – Jacqueline mit dem Studienrat Dr. phil. Simon Lachaume verheiraten und Onkel Urbain hatte sich Major Charles Gilon aus dem benachbarten Montprély als neuen Ehemann für die Nichte in den Kopf gesetzt, doch die Witwe interessiert sich für den 37-jährigen Hauptmann Gabriel De Voos. Dieser schöne Mann ohne Vermögen ist ein Kriegskamerad des Majors. Hauptmann De Voos – der in Paris immer noch von der Schauspielerin Sylvaine Dual geliebt wird – quartiert sich kurzerhand auf Mauglaives ein. Seinen Dienst bei der Armee hat er quittiert, heiratet Jacqueline und wird Graf De Voos.  Der Hauptmann macht sich seine Frau sexuell hörig. Jacqueline ist mit ihrem zweiten Mann glücklich.
Der blinde Hausherr, vormals passionierter Jäger, kann sich über die aktuellen Jagderlebnisse nur noch von seinem Piqueur Laverdure berichten lassen.
Nach über zehn Jahren Abwesenheit sucht Simon Lachaume, Generalsekretär des Echo du Matin und stellvertretender Ministerialdirektor im Pariser Kultusministerium, seine Mutter in Mureaux – das liegt im Berry in der Nachbarschaft von Mauglaives – auf. Er will sich von seinem Heimatdepartement ins Parlament wählen lassen. Simon Lachaume mietet eine Villa in Jeumont und verpflanzt die Mutter und den kranken älteren Bruder Louis aus ihrem primitiven, aber gewohntem Zuhause in die Villa beziehungsweise in ein Pflegeheim.
Simon Lachaume wird Abgeordneter. Sein Gönner Noël Schoudler triumphiert. Jacqueline hat den Sohn Jean-Noël und die Tochter Marie-Ange bei der Familie Schoudler zurückgelassen. Jean-Noël hasst Simon Lachaume, der ihm vom Großvater als Vorbild hingestellt wird.

### Das Théâtre des Deux-Villes
Simon Lachaumes Mutter stirbt. Der neue Abgeordnete geht bei der 56-jährigen Kurtisane Marthe Bonnefoy am Quai Malaquais ein und aus. Marthes im Directoirestil eingerichtete Wohnung zieren Porträts bekannter Persönlichkeiten. Der staunende junge Liebhaber ist Nachfolger des Mediziners Professor Lartois. Im Gespräch mit Marthe sieht Simon Lachaume den finanziellen Ruin Noël Schoudler voraus. Denn Schoudler investiert extravagant – so in das bankrotte Talma-Theater. Und er will aus dem Echo du Matin ein internationales Blatt machen.
Noël Schoudler passt der andauernde Aufenthalt seiner Schwiegertochter außerhalb von Paris nicht. Zudem ist er gegen Jacquelines Verbindung mit dem Hauptmann und warnt sie: Er, Noël Schoudler, ist der Vormund seiner beiden Enkel. Jacquelines Onkel Urbain hatte noch zu Lebzeiten seiner 1875 verstorbenen Gattin eine Liaison mit Odile de Bondumont begonnen. Selbst als Odile nach 1875 ebenfalls verwitwete, hatte Onkel Urbain die fällige zweite Heirat erfolgreich jahrzehntelang hinausgeschoben.
Sylvaine Dual hat im Théâtre des Deux-Villes von dem großen Dramatiker Edouard Wilner eine Nebenrolle ergattert und geht dafür mit ihm ins Bett. Der 71-jährige Wilner macht sich bedächtig, die nachlassenden Kräfte sorgsam einteilend, über die wesentlich jüngere Schauspielerin her. Bald aber hat auch Sylvaine ausgedient. Weiter kein Wunder, wenn man bedenkt, der gealterte Verführer hat bereits an achthundert – überwiegend geglückte – Verführungsversuche mehr oder weniger schwacher Damen dokumentiert. Einer der Einträge betrifft die 1888 geborene Dichterin Inès Sandoval.

### Der große Krach
Im Frühjahr 1929 taucht der 60-jährige Börsenmakler Karl Strinberg wie aus dem Nichts in Paris auf. Sowohl Noël Schoudler, der neuerdings wieder Industrieanlagen aus dem Boden stampfen möchte, als auch Minister Anatole Rousseau, der von seinem Büro in der Rue de Rivoli aus die französischen Finanzen lenkt und leitet, sind auf die Anleihe des milliardenschweren Finanziers mit der norwegischen Staatsbürgerschaft erpicht. Simon Lachaume soll in der Sache für Rousseau die Winkelzüge Schoudlers ausforschen. Der Minister erhält die erhoffte Auskunft. Schoudler meint, die Anleihe sei eine sichere Sache. Rousseau macht Schoudler daraufhin den Weg für Spekulationen frei. Der Minister, jahrelang für das Ressort Kultus zuständig gewesen, steigt vom Finanzminister zum Premier auf. Kurz bevor das Glück Frankreichs perfekt ist, also Strinbergs Kredit angenommen werden soll, verschwindet der Skandinavier über Zürich und Brüssel nach London. Zurück in seinem Hotel an der Place Vendôme, wird er mit geöffneten Pulsadern aufgefunden. Der Finanzmagnat soll früher ein baltischer Terrorist gewesen sein. Seine Wertpapiere erweisen sich als Fälschungen.
Simon Lachaume reagiert rasch und fehlerfrei. Er bringt einen Beweis für die Geistesstörung des vor dem Bankrott stehenden Noël Schoudlers  in seine Hände und entfernt sich ziemlich geräuscharm aus dem hundert Jahre alten Schoudler-Imperium. Der große Bankkrach lässt nicht lange auf sich warten. Die Schalter Schoudlers in der Rue des Petits-Champs werden von der Regierung geschlossen. In der Kammer erteilt der Präsident dem Abgeordneten Monsieur Lachaume das Wort. Der Verräter stürzt in seiner kurzen parlamentarischen Laufbahn die erste Regierung. Anatole Rousseau scheitert, als er die Vertrauensfrage stellt.
Nachdem der gestürzte Premier Lachaume einen „kleinen Lumpen“ geschimpft hat, erleidet er einen Herzinfarkt. Simon Lachaume wird in der neuen Regierung höchstwahrscheinlich steigen; zumindest bis zum Unterstaatssekretär.

### Mit einem Fuß im Grabe
Am 29. Mai 1930 endlich erfüllt Marquis Urbain de La Monnerie seiner hinsiechenden Geliebten Odile de Bondumont einen langgehegten Herzenswunsch. Das Paar heiratet. Tags darauf stirbt die frisch Vermählte. Fortan erwähnt der Marquis die Heirat mit keinem Wort.
Tatsächlich wird Simon Lachaume in der neuen Regierung, die sich als ziemlich stabil erweist, Unterstaatssekretär für Bildende Künste. Er und die fünfzehn Jahre ältere Marthe Bonnefoy gehen als Freunde auseinander. Der Unterstaatssekretär schläft mit einer Frau nach der anderen und bevorzugt schließlich die Schauspielerin Sylvaine Dual als bewährte, routinierte Bettgefährtin. Simon Lachaume verhilft Isabelle Meignerais auf deren inständigen Wunsch hin zur Adoption von Sylvaine Duals vernachlässigter siebenjähriger „Tochter“ Lucienne. Es zeigt sich bald, Isabelle ist unfähig, Mutterpflicht auszuüben. Die umtriebige Frau gibt das Kind ins Dominikanerinnen-Kloster zurück.
Baron Noël Schoudler, nach dem Bankkrach verarmt, liegt mit obliterierender Arteriitis in der Pension Heckenrose in Ville-d’Avray. Professor Lartois und ein befreundeter Chirurg entschließen sich bei beginnender Nekrose zu zwei Amputationen. Der Baron stirbt nach der zweiten Operation. Zuvor besucht ihn sein vierzehnjähriger Enkel Jean-Noël Schoudler. Der Großvater kann dem Jungen fast nichts vererben. Jean-Noël erkennt, er und seine Schwester Marie-Ange müssen sich künftig auf die eigene Kraft verlassen.

### Das Schweigen von Mauglaives
Bereits mit reichlich vierzig Jahren altert der ehemals schöne Major Gabriel De Voos, ein Trinker, jäh und wird hässlich. Abseits von Mauglaives – in Paris – sucht er Abwechslung in der Liebe und greift auf seine ehemalige Freundin Sylvaine Dual zurück. Gabriel begegnet bei der Gelegenheit Simon Lachaume zum ersten Mal. Das Urteil des Unterstaatssekretärs über den Ehemann der Frau, die er einmal heiraten wollte, ist rasch gefällt: „Großes Mundwerk und wahrscheinlich dumm und versoffen“. Simon Lachaume bleibt weiter bei Sylvaine. Diese freut sich über jeden seiner Besuche. Eine der Begrüßungen beschreibt Maurice Druon so: „Ohne ein Wort zu sagen, ohrfeigte Simon sie zweimal, rechts, links... So erfuhren Simon und Sylvaine, daß sie sich liebten.“
Jacqueline begehrt Gabriel immer noch; trotz seiner Pariser Eskapaden; trotz seiner Trunkenheit; trotz seiner krankhaften Eifersucht auf den toten François Schoudler; seinen Vorgänger bei Jacqueline. Bei aller physischen Anziehungskraft Gabriels kann Jacqueline ihren ersten Mann nicht vergessen. Als sie den betrunkenen, des Nachts heimkommenden Gabriel unglücklicherweise versehentlich mit François anspricht, erschlägt er sie während eines Wutausbruchs mit einem Hirschlauf. Laverdure vertuscht die Tat. Der  Piqueur stürzt den Leichnam über die baufällige Balustrade der Loggia hinab in den Schlossgarten. Jacquelines Mutter Juliette de La Monnerie, die den Namen des Täters Gabriel errät, hilft beim Vertuschen des Totschlags.
Gabriel De Voos trinkt nicht mehr, weil er von seiner Plaudersucht im trunkenen Zustand weiß. Er lässt sich in seinem südalgerischen Regiment reaktivieren. Urbain de La Monnerie stirbt. Seine beiden Erben Marie-Ange und Jean-Noël müssen den Nachfahren von Odile de Bondumont die Hälfte des Erbgutes überlassen.

## Rezeption
Der Börsenmakler Karl Strinberg erinnert Drissen sowohl an Alexandre Stavisky als auch an Ivor Kreuder.

## Deutschsprachige Literatur

### Deutschsprachige Erstausgabe
- Die großen Familien. Henry Goverts Verlag Stuttgart 1961. 854 Seiten.

### Verwendete Ausgabe
- Der Sturz der Leiber. Deutsche Übertragung von Lotte Frauendienst. 408 Seiten. Volk und Welt, Berlin 1966 (Lizenzgeber: Goverts, Stuttgart)

### Sekundärliteratur
- Klaus D. Drissen: Literatur und Politik. Der Gaullismus im Werk und Wirken von Maurice Druon. Peter Lang, Frankfurt am Main, Bern, Paris, New York 1992 (Diss. Uni Wuppertal 1991), ISBN 3-631-44717-5